# Сернур
Серну́р (рос. Сернур, марій. Шернур) — селище міського типу, центр Сернурського району Марій Ел, Росія. Адміністративний центр Сернурського міського поселення.

## Населення
Населення — 8686 осіб (2010; 9031 у 2002).